# 旺根 (格平根县)
旺根是德国巴登-符腾堡州的一个市镇。总面积9.68平方公里，总人口3122人，其中男性1529人，女性1593人（2011年12月31日），人口密度323人/平方公里。